# Финтеушу Маре (Марамуреш)
Финтеушу Маре (рум. Finteușu Mare) насеље је у Румунији у округу Марамуреш у општини Шомкута Маре. Oпштина се налази на надморској висини од 190 m.

## Становништво
Према подацима из 2002. године у насељу је живело 680 становника, од којих су сви румунске националности.